# Trebendorf (Wiesengrund)
Trebendorf, niedersorbisch Trjebejce, ist ein Ortsteil der Gemeinde Wiesengrund im Landkreis Spree-Neiße im Südosten des Landes Brandenburg. Der Ort gehört dem Amt Döbern-Land an und war bis zum 31. Dezember 2001 eine eigenständige Gemeinde.

## Lage
Trebendorf liegt in der Niederlausitz, rund zehn Kilometer südwestlich der Stadt Forst und 17 Kilometer südöstlich von Cottbus. Der Ort gehört zum amtlichen Siedlungsgebiet der Sorben/Wenden. Die Gemarkung von Trebendorf grenzt im Norden an Jethe, im Osten an Gahry, im Südosten an Mattendorf, im Süden an Hornow, im Südwesten an Drieschnitz-Kahsel und im Westen an Gablenz. Trebendorf liegt unter anderem am Binnengraben 1 Trebendorf und am Graben 30a Trebendorf. Im nördlichen Gemarkungsteil liegt der Bügelteich.
Trebendorf liegt an der Landesstraße 481 (Gablenz–Jocksdorf). Des Weiteren führt die Landesstraße 48 durch die Gemarkung des Ortsteils. Die Anschlussstelle Roggosen an der Bundesautobahn 15 liegt rund sieben Kilometer von Trebendorf entfernt.

## Geschichte
Trebendorf wurde am 11. August 1382 erstmals in einer Urkunde seines Lehnsherrn Heinrich von Kittlitz, Herrn zu Baruth in der Oberlausitz, als Trebindorf erwähnt. Diese Urkunde wurde bislang fälschlicherweise auf Trebendorf bei Weißwasser bezogen. Die Erwähnung eines „Hauptmanns“ in dieser Urkunde scheint auf die Existenz einer burgähnlichen Anlage vor Ort, eventuell einer Wasserburg, hinzudeuten. Im Jahr 1431 verzichteten die Gebrüder Otto, genannt Rumbold, und Otto der Jüngere von Kittlitz, Nachfahren Heinrichs, gegenüber Reinhard von Cottbus auf ihre Rechte und Ansprüche auf ihre Dörfer Trebendorf und Gahry, die der Cottbuser angeblich von ihrem verstorbenen Bruder Heinrich erkauft hatte. Als Teil der Herrschaft Cottbus gelangte der Ort im Jahre 1445 durch Kauf an die Markgrafen von Brandenburg. Im Jahr 1500 schließlich wurden Mitglieder der Familie von Köckeritz als Vasallen der Herrschaft Cottbus mit Trebendorf belehnt. Dieses Datum galt lange Zeit als die urkundliche Ersterwähnung.
Der Ortsname von Trebendorf geht auf einen sorbischen Personennamen zurück, der sich mit „Träger nützlichen Ruhmes“ übersetzen lässt. Als Teil der Herrschaft Cottbus lag Trebendorf lange in einer markbrandenburgischen Exklave, die zunächst vom böhmischen Markgraftum Niederlausitz und ab 1635 vom Kurfürstentum Sachsen umgeben war. Anfang des 19. Jahrhunderts hatte Trebendorf 443 Einwohner in 38 Feuerstellen. Von den Haushalten des Ortes waren zehn Ganz- und vier Halbbauern, acht Kossäten, fünf Büdner und zwei Einlieger; zudem gab es eine Schmiede, eine Windmühle und eine Wassermühle. Nach dem Tilsiter Frieden von 1807 ging die Herrschaft Cottbus an das Königreich Sachsen über, wo Trebendorf die folgenden acht Jahre verblieb. Durch die auf dem Wiener Kongress beschlossene Teilung des Königreiches Sachsen wurde Trebendorf dem Königreich Preußen zugeschlagen und gehörte dort zur Provinz Brandenburg. Bei der Gebietsreform im Jahr 1816 wurde die Landgemeinde dem Kreis Cottbus im Regierungsbezirk Frankfurt zugeordnet.
Laut der Topografisch-statistischen Übersicht des Regierungsbezirks Frankfurt a. d. O. aus dem Jahr 1844 hatte Trebendorf um diese Zeit 329 Einwohner. Kirchlich gehörte der Ort zu Komptendorf. Im Jahr 1864 hatte Trebendorf 372 Einwohner in 57 Wohngebäuden. Zum Gut gehörten eine Wasser- und eine Windmühle, eine Schäferei, eine Chausseegeldhebestelle und zehn Ausbausiedlungen. Bei der Volkszählung vom 1. Dezember 1871 lebten in der Landgemeinde Trebendorf 345 Einwohner in 64 Haushalten. Von den Einwohnern waren 164 Männer und 181 Frauen; 85 Einwohner waren Kinder unter zehn Jahren. Zusätzlich lebten im Gutsbezirk Trebendorf 42 Einwohner (davon 22 Männer und 20 Frauen; 10 Kinder unter zehn Jahren) in fünf Haushalten. Sämtliche Einwohner von Trebendorf waren evangelisch-lutherischer Konfession. Ab 1874 bildete Trebendorf zusammen mit den Nachbargemeinden Gahry und Mattendorf den Amtsbezirk Trebendorf. Um 1880 werden Trebendorf und Gahry im Generaladressbuch der Rittergüter des Königreiches Preußen aufgezeigt. Sie hatten verschiedene Besitzer und waren in bürgerlicher Hand.
Noch im späten 19. Jahrhundert wies Trebendorf einen hohen sorbischsprachigen Bevölkerungsanteil auf. Laut Arnošt Muka waren im Jahr 1884 von 365 Einwohnern 360 Sorben. Am 2. Dezember 1895 hatte die Landgemeinde Trebendorf 343 Einwohner in 70 Haushalten und der Gutsbezirk Trebendorf 42 Einwohner in sechs Haushalten.
Die Adelsfamilie von Natzmer führte einige Jahrzehnte den Gutsbesitz in Trebendorf, bis zur Bodenreform. Zuerst zu erwähnen wäre der Ritterschaftsrat Gneomar von Natzmer (1852–1913) als Herr auf Trebendorf, seit 1911 Ehrenritter des Johanniterordens. Natzmer war mit Therese von Ohlendorf (1862–1947) verheiratet. Kurz vor 1900 gehörte zum Rittergut Trebendorf auch Mattendorf, Besitzgröße 561 ha. 1907 umfasste der Gutsbesitz eine Fläche von amtlichen 578 ha. Neben der Landwirtschaft, 35 Kühen und 29 Bullen in den Ställen, wurde eine Brennerei betrieben. Gneomar sen. wurde 1906 für den Kreis Cottbus in den Landtag nachgewählt. Der gleichnamige Sohn Gneomar von Natzmer (1883–1968) war der Nachfolger und Besitzer von Gahry, Trebendorf und Jocksdorf. Geomar jun. trug den Titel eines Kammerjunkers, bei der Luftwaffe brachte er bis zum Oberst. Seine erste Frau Jutta (1885–1940) war eine geborene von Krosigk, der gemeinsame Sohn Gneomar wurde zu Kriegsbeginn ebenfalls Offizier und danach Kaufmann. Natzmer-Trebendorf heiratete in zweiter Ehe Charlotte Hartmann aus Berlin. G. von Natzmer-Gahry (jun.), so seine eigene Namensführung, wurde frühzeitig sogar Mitglied der Deutschen Dendrologischen Gesellschaft.
Im Jahr 1928 wurde der Gutsbezirk Trebendorf als eigenständiger Ort aufgelöst und in die Landgemeinde eingegliedert, das Rittergut war nun Teil der Gemeinde. In jener Phase, kurz vor der großen Wirtschaftskrise, hatten Gahry mit Trebendorf, Mattendorf und Simmersdorf, sämtlich mit dem Status eines Rittergutes ausgestattet, eine Gesamtgröße von mindestens 848 ha. Verwalter war der Trebendorfer Oberinspekteur Albert Teßmann.
Nach dem Ende des Zweiten Weltkrieges wurde Trebendorf Teil der Sowjetischen Besatzungszone und der Amtsbezirk Trebendorf wurde aufgelöst. Seit 1947 gehörte Trebendorf in der SBZ zum Land Brandenburg, das ab 1949 in der DDR zunächst weiter bestand. Bei der DDR-Kreisreform am 25. Juli 1952 wurde Trebendorf dem neu gebildeten Kreis Forst im Bezirk Cottbus zugeordnet. Laut Ernst Tschernik hatte der Ort im Jahr 1956 einen sorbischsprachigen Bevölkerungsanteil von 8,9 Prozent.
Nach der Wiedervereinigung lag Trebendorf zunächst im Landkreis Forst in Brandenburg und schloss sich 1992 zur Erledigung seiner Verwaltungsgeschäfte dem Amt Hornow/Simmersdorf an. Der Landkreis Forst ging bei der brandenburgischen Kreisreform am 6. Dezember 1993 im neuen Landkreis Spree-Neiße auf. Am 31. Dezember 2001 schloss sich Trebendorf mit Gahry, Gosda, Jethe und Mattendorf zu der neuen Gemeinde Wiesengrund zusammen. Das Amt Hornow/Simmersdorf wurde im März 2003 aufgelöst und die Gemeinde Wiesengrund in das Amt Döbern-Land umgegliedert.

## Bevölkerungsentwicklung
| 1875 | 378 | 1939 | 402 | 1981 | 391 |
| 1890 | 369 | 1946 | 504 | 1985 | 388 |
| 1910 | 392 | 1950 | 533 | 1989 | 406 |
| 1925 | 451 | 1964 | 456 | 1995 | 402 |
| 1933 | 434 | 1971 | 444 | 2000 | 462 |

## Persönlichkeiten
- Charlotte Freifrau von Hadeln, geb. von Natzmer, 1884 in Trebendorf geboren

## Weitere Literatur
- Charlotte Freifrau von Hadeln: In Sonne und Sturm, Fürstlich private Hofbuchdruckerei F. Mitzlaff, Rudolstadt 1935, S. 83 ff.

## Nachweise
1. ↑  Fakten und Zahlen. In: amt-doebern-land.de. Amt Döbern-Land, abgerufen am 11. August 2021.
2. ↑  Staatsfilialarchiv Bautzen, 50120 Grundherrschaft Baruth, Nr. 4 (Thomas Wittig).
3. ↑  BLHA Brandenburg, Rep. 37: Herrschaft Cottbus, Urkunden, Nr. 18.
4. ↑  Riedel, Codex dipl. Brandenburgensis C II (1860), S. 444.
5. ↑  Trebendorfer feiern bis in die Morgenstunden. In: lr-online.de. Lausitzer Rundschau, 10. Oktober 2005, abgerufen am 14. April 2017.
6. ↑  Arnošt Muka: Serbski zemjepisny słowničk. Nakł. Maćica Serbska, Budyšin 1927, S. 106 (Online).
7. ↑  Friedrich Wilhelm August Bratring: Statistisch-topographische Beschreibung der gesammten Mark Brandenburg. Band 3: Die Neumark Brandenburg enthaltend. Berlin 1809, S. 355 (Online).
8. ↑  Topographisch-statistische Uebersicht des Regierungs-Bezirks Frankfurt a. d. O. Gustav Harnecker’s Buchhandlung, Frankfurt a. O. 1844, S. 46, Nr. 132 (Online).
9. ↑  Topographisch-statistisches Handbuch des Regierungs-Bezirks Frankfurt a. O. Verlag von Gustav Harnecker u. Co., Frankfurt a. O. 1867, S. 48, Nr. 120 (Online).
10. ↑  Königliches Statistisches Bureau: Die Gemeinden und Gutsbezirke des Preußischen Staats und ihre Bevölkerung. Teil II: Provinz Brandenburg, Berlin 1873, S. 220f., Nr. 93 (Online) und S. 224 f., Nr. 142 (Online).
11. ↑  Arnošt Muka: Statistika łužiskich Serbow. Wobličenje a wopisanje. Budyšin 1884–1886, S. 126 (Online, hier S. 138).
12. ↑  Königliches Statistisches Bureau: Gemeindelexikon des Königreiches Preußen. Teil III: Stadtkreis Berlin und Provinz Brandenburg. Berlin 1898, S. 268 f., Nr. 90 und S. 272 f., Nr. 146 (Online).
13. ↑  Brandenburgische Provinzialgenossenschaft des Johanniterorden (Hrsg.): Liste der Mitglieder der Brandenburgischen Provinzialgenossenschaft des Johanniterordens nach dem Stand vom 1. Mai 1935, S. 53. Eigenverlag, Potsdam, Berlin 1. Januar 1935, S. 51 (kit.edu).
14. ↑  Walter von Hueck: Genealogisches Handbuch der Adeligen Häuser A (Uradel) 1969 IX. In: Dt. Adelsarchiv e. V. (Hrsg.): GHdA Gesamtreihe seit 1951, Nachfolge des "Gotha" bis 1942. IX der Reihe A (Uradel), Nr. 43. C. A. Starke, Limburg an der Lahn 1969, S. 271–272 (d-nb.info).
15. ↑  Paul Ellerholz, Georg Vogler: Handbuch des Grundbesitzes im Deutschen Reiche, I., Das Königreich Preussen, I. Lieferung, Provinz Brandenburg. In: Handbücher des Grundbesitz. 2. Auflage. Nicolaische Verlags-Buchhandlung (R. Stricker), Berlin 1896, S. 30–31 (Online).
16. ↑  Niekammer`s Landwirtschaftliche Güter-Adreßbücher, VII, Provinz Brandenburg, 1907. In: Standardwerk der amtlichen Daten für Land-und Forstwirtschaft. 1. Auflage. VII für Brandenburg. Niekammer, Stettin 1907, S. 164 (Online).
17. ↑  Markus Vette: Der vergessene Landtag Subsidiarität und Selbstverantwortung in der Sozialpolitik des Kommunallandtages der Niederlausitz - ein Beitrag zur Brandenburger Landesgeschichte. Klaus Becker Reprint, Potsdam 2014, ISBN 978-3-88372-129-3, S. 316 (Online).
18. ↑  Gothaisches Genealogisches Taschenbuch der Adeligen Häuser. Teil A. Uradel. 1941. 40. Auflage. Justus Perthes, Gotha Oktober 1940, S. 336–337 (d-nb.info).
19. ↑  Walter von Hueck: Genealogisches Handbuch der Adeligen Häuser A (Uradel) 1985. In: Dt. Adelsarchiv (Hrsg.): GHdA. XVIII der Reihe A (Uradel), Nr. 87. C. A. Starke, Limburg a. d. Lahn 1985, S. 222 (d-nb.info).
20. ↑  Fritz Graf Schwerin-Wendisch Wilmersdorf: Mitteilungen der Deutschen Dendrologischen Gesellschaft 1917. In: Übersicht der Seminarangebote d. DDG. Selbstverlag, Wendisch Wilmersdorf bei Thyrow - Mark 1917, S. 350 (Online).
21. ↑  Ernst Seyfert, Hans Wehner: Landwirtschaftliches Güter-Adreßbuch der Rittergüter, Güter und Höfe über 20 ha der Provinz Brandenburg 1929. In: Niekammer (Hrsg.): Letzte Ausgabe für Brandenburg. Brandenburg, Nr. VII. Verlag der Niekammer Güter-Adressbüchern GmbH, Leipzig 1929, S. 195 (Online).
22. ↑  Ludwig Elle: Sprachenpolitik in der Lausitz. Domowina-Verlag, Bautzen 1995.
23. ↑  Bildung einer neuen Gemeinde Wiesengrund. Bekanntmachung des Ministeriums des Innern vom 10. Dezember 2001. Amtsblatt für Brandenburg, 12. Jahrgang, Nummer 52, 27. Dezember 2001, S. 902. (PDF)
24. ↑  Historisches Gemeindeverzeichnis des Landes Brandenburg 1875 bis 2005. (PDF) Landkreis Spree-Neiße. Landesbetrieb für Datenverarbeitung und Statistik Land Brandenburg, Dezember 2006, abgerufen am 14. April 2017.

Ortsteile:
Gahry (Garjej) |
Gosda (Gózd) |
Jethe (Jaty) |
Mattendorf (Matyjojce) |
Trebendorf (Trjebejce)
Gemeindeteile:
Dubrau (Dubrawa) |
Klinge (Klinka) |
Smarso (Smaržow)